# Incidents de frontière albano-yougoslaves de 1999
Guerre du Kosovo
Les incidents de frontière albano-yougoslaves désignent deux affrontements en avril et juin 1999, opposant les forces armées albanaises et l'Armée de libération du Kosovo (UCK) aux forces yougoslaves durant la guerre du Kosovo près de Krumë, Kukës et Tropojë dans le nord de l'Albanie. Ces villages servaient alors d'hébergement pour les réfugiés albanais fuyant le Kosovo durant la guerre.

## Contexte
En 1998, la guerre du Kosovo éclate. Cette dernière se transforme en une véritable guerre d'indépendance et l'Albanie est alors considérée par le gouvernement yougoslave comme un soutien actif pour le financement de l'Armée de libération du Kosovo (UCK). Les tensions entre les deux États ennemis dégénèrent alors en incidents de frontière.

## Déroulement

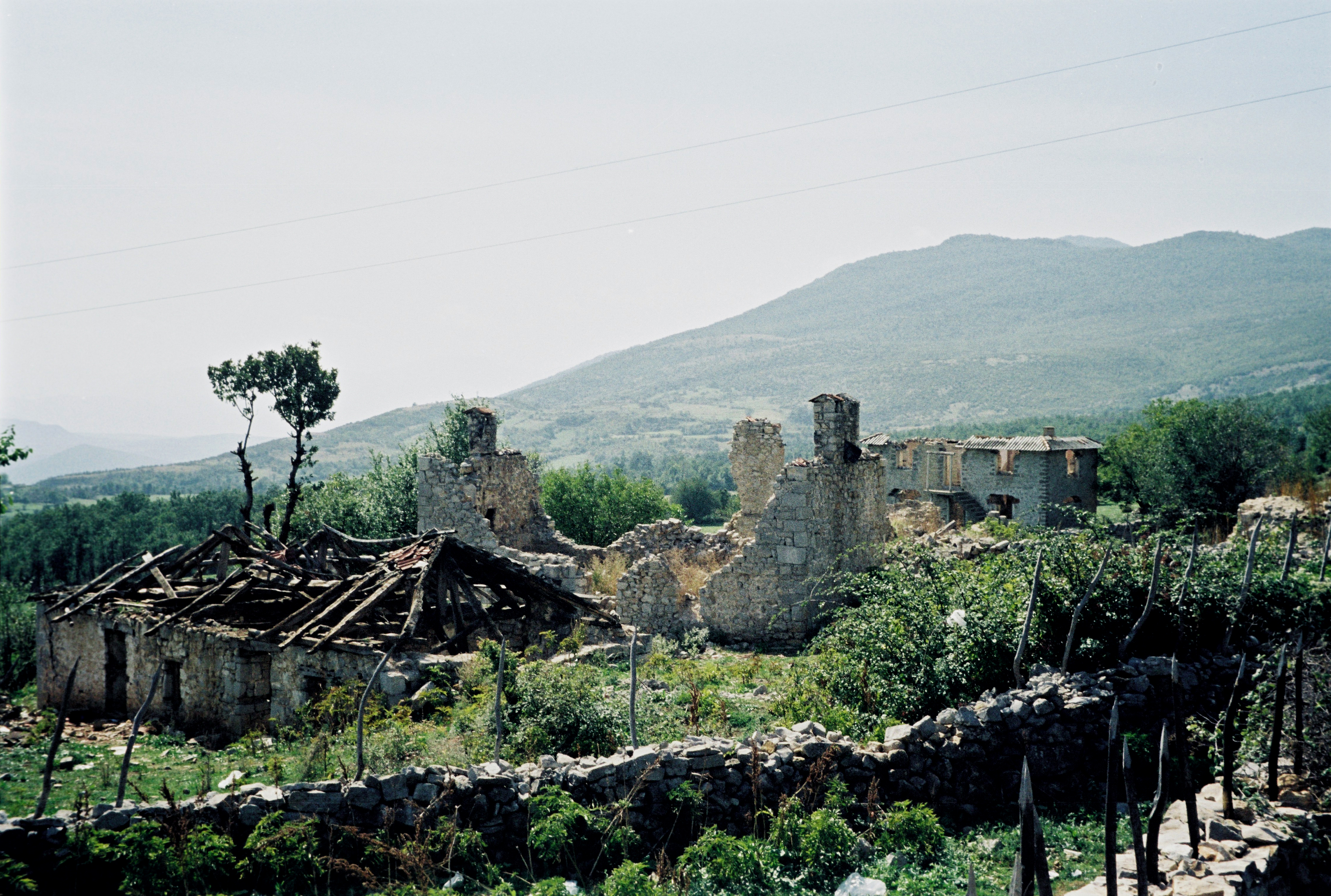
Ruines près de Morina dans la vallée du drin blanc à la frontière entre l'Albanie et le Kosovo, 2001.

Le 13 avril 1999, 50 soldats serbes du 63e bataillon de parachutistes franchissent la frontière albanaise dans le but de porter un coup décisif à la logistique de l'Armée de libération du Kosovo (UCK). Ils progressent d'environ 12,9 km en territoire albanais et parviennent à brûler le village de Kamenica avant d'être freinés à Krumë et Kukës par la résistance de villageois albanais, défendant leurs villages coûte que coûte, y compris devant les tirs de mortier.
L'armée albanaise, surprise par cette nouvelle est déployée et bombarde les positions yougoslaves à l'aide d'obusiers, de chars Type 59 et de lance-roquettes multiples (LRM). En 10 minutes, les forces yougoslaves se retirent des deux villages. L'armée albanaise poursuit alors ses bombardements sur les Yougoslaves alors qu'ils se replient, ces derniers cherchant à regagner la frontière. À la fin, trois militaires yougoslaves sont capturés et 38 autres furent tués 
Le 13 mai 1999 un Mig-29 de l'armée de l'air yougoslave parvient à bombarder un camp militaire de l'armée de libération du Kosovo mais il sera finalement abattu par une batterie anti-aérienne de l'armée albanaise 
Le 7 juin 1999, un nouvel incident a lieu lorsque des éléments de l'armée yougoslave bombardent le village de Krumë, provoquant la fuite de plus de 1 000 réfugiés. L'intervention de l'aviation de l'OTAN permettra de mettre un terme à l'incident.

## Réactions par pays
Les incursions yougoslaves furent considérées comme une situation délicate puisque selon le droit international, l'Albanie aurait pu déclarer la guerre à la Yougoslavie, du fait de la violation de sa souveraineté territoriale. Alors que l'Albanie et l'Organisation pour la sécurité et la coopération en Europe (OSCE) confirmaient l'incursion de soldats serbes sur le territoire albanais, la Yougoslavie a nié que toute incursion se soit produite.

### Réactions de l'Albanie
Le gouvernement albanais a confirmé que des soldats yougoslaves avaient franchi la frontière.

### Réactions de la Yougoslavie
À Belgrade, le ministère des Affaires étrangères a nié toute incursion et a accusé l'Albanie d'abriter des terroristes. 
Il a par ailleurs affirmé qu'aucun soldat yougoslave n'était entré sur le territoire albanais.

### Réactions de l'OSCE
L'Organisation pour la sécurité et la coopération en Europe (OSCE) ont affirmé que des soldats yougoslaves avaient franchi la frontière.